# Catch Hell
Catch Hell es una película de suspenso estadounidense de 2014 escrita y dirigida por Ryan Phillippe. Es la única película que no es de terror de Twisted Pictures.

## Argumento
Una ex estrella infantil de Hollywood se ve obligado a enfrentarse a sus propios demonios después de que un criminal conectado a su pasado lo secuestra. Atrapado y torturado, debe tomar acciones con sus propias manos.

## Elenco
- Ryan Phillippe es Reagan Pearce
- Ian Barford es Mike
- Stephen Louis Grush es Junior
- Tig Notaro es Careen
- Russ Russo es Tim
- Jillian Barberie

## Desarrollo
La película se anunció por el 17 de julio de 2014. Fue distribuida por Entertainment One Films.    El tráiler fue lanzado el 31 de julio de 2014.

## Recepción
En el sitio Rotten Tomatoes, la película tiene un índice de aprobación del 0% basado en 6 reseñas, con una calificación promedio de 3,81/10. En Metacritic, la película tiene un puntaje promedio de 40 sobre 100, basado en 6 críticos, lo que indica "críticas mixtas o promedio".